# بيرك عليا
بيرك عليا (بالفارسية: بیرک علیا) هي مستوطنة تقع في Sangar Rural District في إيران. يقدر عدد سكانها بـ 367 نسمة .